# Edelbach (Werse)
Der Edelbach ist ein 6,2 Kilometer langer linksseitiger Zufluss der Werse in Münster/Westfalen. 

## Verlauf
Die Quelle in Münster-Rumphorst verschwand unter einem Siedlungsgebiet. Der Bach tritt heute in einem Gewerbegebiet zwischen Dieckstraße und der Bahnstrecke Wanne-Eickel–Hamburg aus einer Verrohrung zutage. Er fließt zunächst durch Wiesen nach Norden, dann durch den Ortsteil Coerde und wendet sich nach Osten. Er unterquert den Dortmund-Ems-Kanal, nimmt von links den 2018/2019 renaturierten Landwehrgraben auf und unterquert den Schifffahrter Damm bei Hof Stadtbäumer. In einem Waldgebiet nimmt er von rechts den Brockbach auf und mündet zwischen Sudmühle und Havichhorster Mühle in die Werse. 

## Ökologie
Nach einem Hochwasserereignis im Jahr 2014 wurde der Edelbach im Unterlauf von der Straße Havichhorster Mühle bis zur Mündung in die Werse auf einer Länge von rund 500 m ökologisch umgestaltet.
Der geschützte Landschaftsbestandteil „Edelbach“ dient der Erhaltung der Landschaftsmorphologie und des naturnahen Gewässerverlaufs mit zahlreichen Hangquellen und ihrem wertvollen Artenbestand. Das Gebiet schließt die Bachtäler und den angrenzenden Wald mit ein. Es hat eine Größe von ca. 13,7 ha.

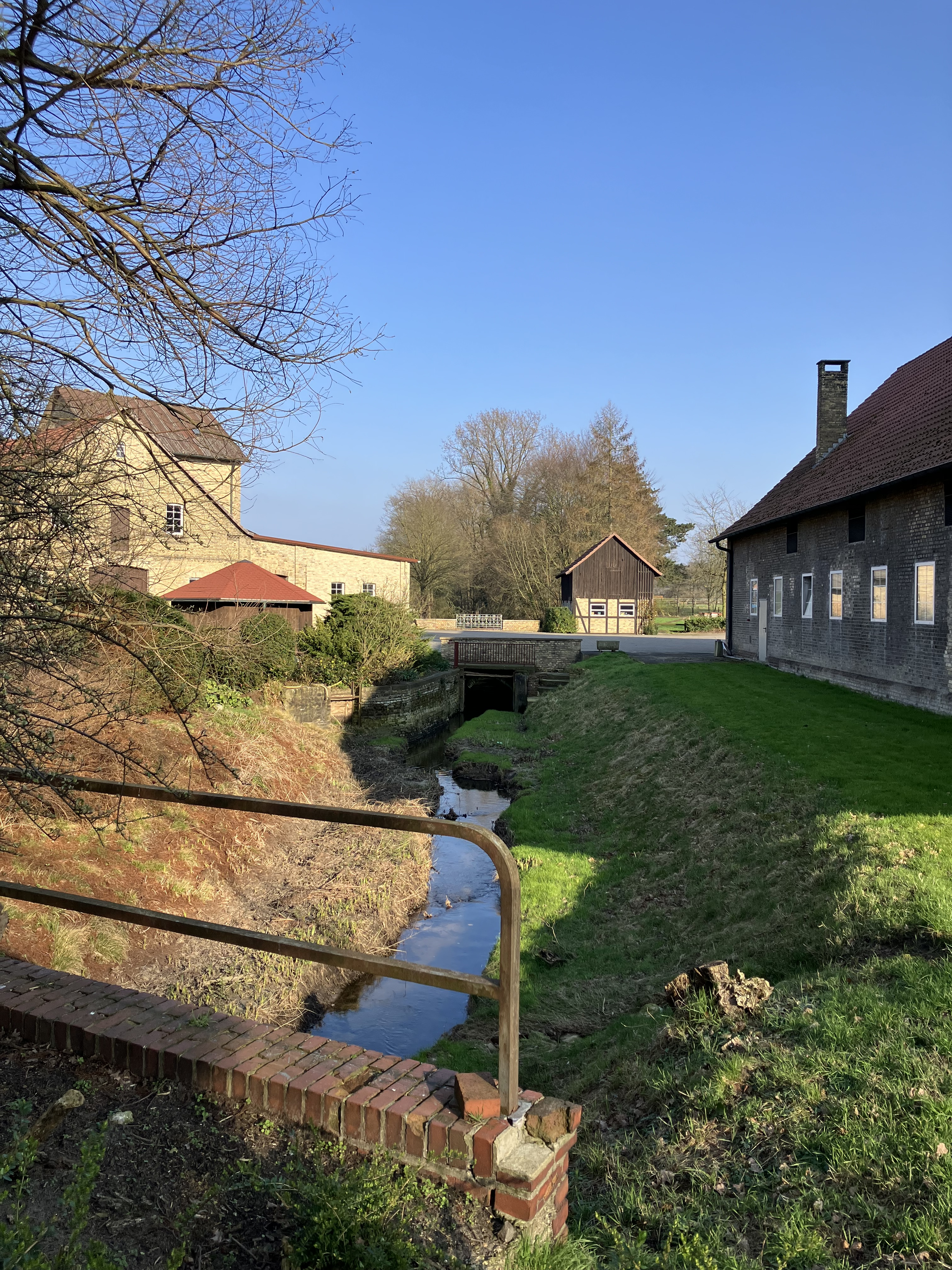
Am Schifffahrter Damm bei Hof Stadthäuser
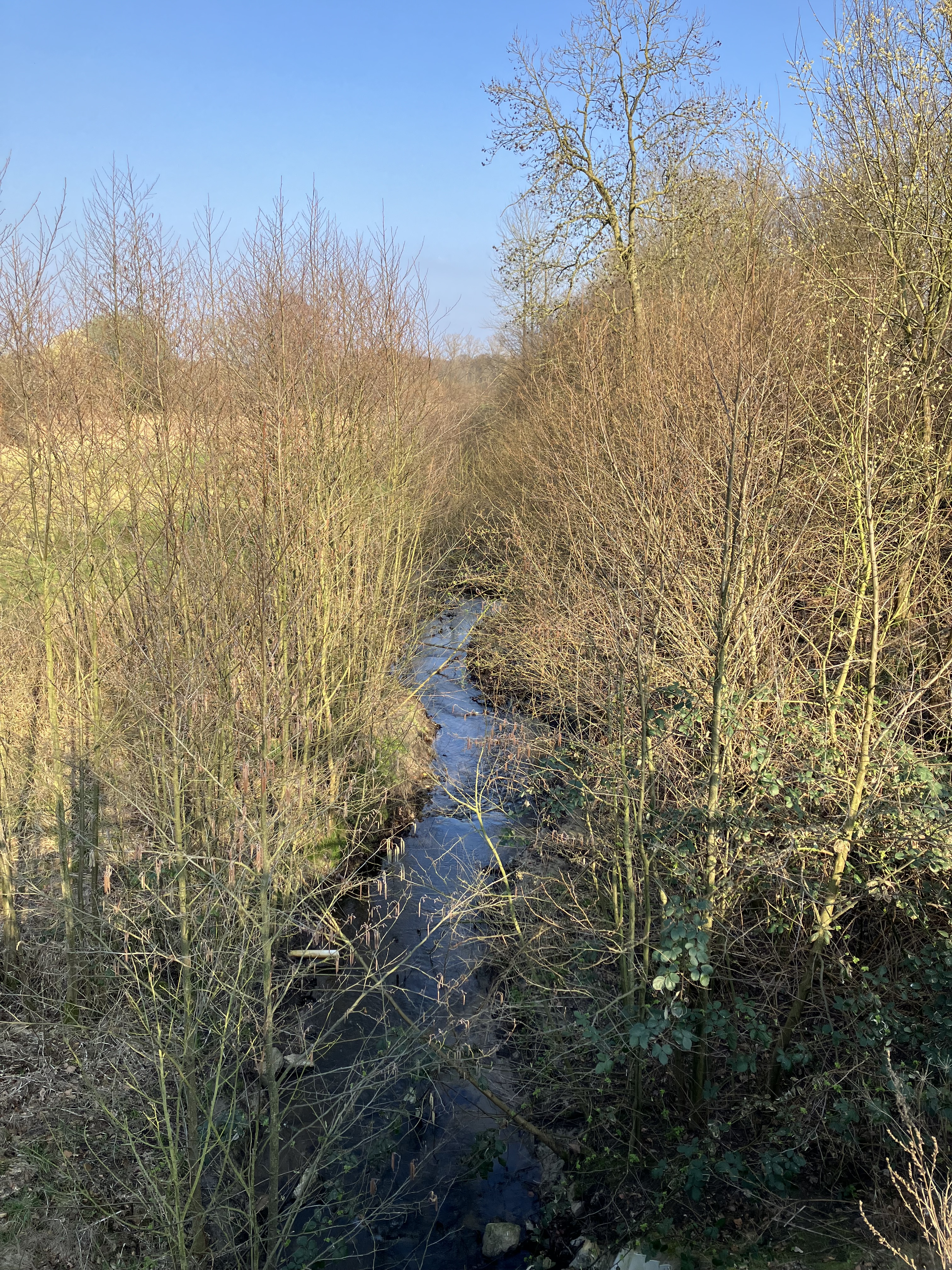
Unterlauf bei Haus Havichhorst

## Namensgeber
Nach dem in der Nähe verlaufenden Edelbach wurden die Straße Am Edelbach und eine Kindertageseinrichtung der Stadt Münster benannt.